# Байдиков, Самуил Иванович
Самуи́л Ива́нович Ба́йдиков (2 сентября 1904, село Хохол-Тростянка, Воронежская губерния — 10 сентября 1985, село Стрелица, Воронежская область) — передовик сельскохозяйственного производства. Герой Социалистического Труда (1948).
Родился в крестьянской семье в селе Хохол-Тростянка Острогожского уезда Воронежской губернии. В 1924 году вступил в колхоз «Красный герой» Острогожского уезда. Работал рядовым колхозником, позднее был назначен бригадиром полеводческого звена. За высокие достижения при уборке зерновых был удостоен в 1948 году звания Героя Социалистического Труда. Проработал в этом колхозе до 1984 года.
Старший брат Героя Социалистического Труда Василия Байдикова.
Скончался в селе Стрелица в 1985 году.

## Награды
- Герой Социалистического Труда — указом Президиума Верховного Совета СССР от 7 мая 1948 года
- Орден Ленина (1948)